# The Commercial Free EP
Albums de Little Brother
The Minstrel Show
(2005) Getback
(2007)
The Commercial Free EP est un album live de Little Brother, enregistré le 9 octobre 2005 au Record Exchange de Raleigh. La plupart des morceaux sont extraits de l'album The Minstrel Show mais on y trouve également quelques nouveaux titres.

## Contenu
L'album critique l'industrie du disque mais traite également d'autres sujets, comme de la difficulté de produire trois titres supplémentaires pour les versions japonaises de leurs albums (The Japanese People Never Took It).

## Liste des titres
| No  | Titre                                            | Contient un (des) sample(s) de                                      | Durée |
| --- | ------------------------------------------------ | ------------------------------------------------------------------- | ----- |
| 1.  | Words From the Champ (Intro)                     |                                                                     | 0:58  |
| 2.  | Watch Me                                         | With a Child's Heart de Michael Jackson                             | 3:21  |
| 3.  | The Olio (featuring L.E.G.A.C.Y.)                | Ain't No Love Last de Curtis Mayfield                               | 5:20  |
| 4.  | Slow It Down (featuring Darien Brockington)      | Slow Dance de David Ruffin                                          | 4:14  |
| 5.  | A Dedication to Louis Giron (Break)              |                                                                     | 1:23  |
| 6.  | Hold On (Tellin' Me)                             | Sitting on the Edge of My Mind de Jermaine Jackson                  | 3:40  |
| 7.  | The Becoming / Sincerely Yours / Effabeat Medley | Circles de Rufus et Chaka Khan Whatever Goes Around de Jerry Butler | 3:35  |
| 8.  | Lovin' It (featuring Joe Scudda)                 | One Night Affair des Stylistics                                     | 4:48  |
| 9.  | Still Lives Through                              | Oh My God de A Tribe Called Quest et Busta Rhymes                   | 5:14  |
| 10. | A Word From Our Sponsors                         |                                                                     | 1:35  |
| 11. | Shawn Boog, Smoothie Champ / Leg's Late Arrival  |                                                                     | 1:46  |
| 12. | The Japanese People Never Took It                |                                                                     | 0:58  |
| 13. | From Darien to D. Brock                          |                                                                     | 0:12  |
| 14. | Joe Scudda, The Sellout                          |                                                                     | 1:20  |